# Rending Hu Gongyuan
Rending Hu Gongyuan (kinesiska: 人定湖公园) är en park i Kina. Den ligger i storstadsområdet Peking, i den norra delen av landet, i huvudstaden Peking. Rending Hu Gongyuan ligger 52 meter över havet.
Runt Rending Hu Gongyuan är det mycket tätbefolkat, med 5 399 invånare per kvadratkilometer. Närmaste större samhälle är Peking, 5,6 km söder om Rending Hu Gongyuan. Runt Rending Hu Gongyuan är det i huvudsak tätbebyggt.
Genomsnittlig årsnederbörd är 694 millimeter. Den regnigaste månaden är juli, med i genomsnitt 226 mm nederbörd, och den torraste är januari, med 2 mm nederbörd.